# Dominus labiosa
Dominus labiosa is een slakkensoort uit de familie van de Strombidae. De wetenschappelijke naam van de soort is voor het eerst geldig gepubliceerd in 1828 door Wood.

## Herkennen
De soort is moeilijk te onderscheiden van de zeer gelijkende Dominus abbotti. Dominus labiosa is groter, tot ongeveer 60 mm groot, en heeft een minder hoekige laatste winding. D. labiosa is ook enkel bekend van de Westelijke Indische Oceaan.